# Amphoe Tha Ruea
Amphoe Tha Ruea (Thai: อำเภอ ท่าเรือ, Aussprache: ʔāmpʰɤ̄ː tʰâː rɯ̄a) ist ein Landkreis (Amphoe – Verwaltungs-Distrikt) im Nordosten der Provinz Ayutthaya („Provinz Phra Nakhon Si Ayutthaya“). Die Provinz Ayutthaya liegt in der Zentralregion von Thailand.

## Etymologie
Das thailändische Wort Tha Ruea bedeutet Boots-Anlegestelle.

## Geographie
Die benachbarten Amphoe sind im Uhrzeigersinn von Norden aus: Amphoe Don Phut, Amphoe Ban Mo, Amphoe Sao Hai, Amphoe Nong Saeng der Provinz Saraburi sowie Amphoe Phachi und Amphoe Nakhon Luang der Provinz Ayutthaya.

## Geschichte
Der ursprüngliche Name des Landkreises war Nakhon Noi. 1916 wurde er in Tha Ruea umbenannt, um eines wichtigen historischen Ereignisses zu gedenken.
Als der Jäger Bun in der Provinz Saraburi den Fußabdruck Buddhas fand, begab sich König Songtham mit seiner königlichen Barke über den Pa-Sak-Fluss zu jener Stelle, um dem Abdruck zu huldigen. Er parkte sein Boot hier im heutigen Distrikt und setzte seine Reise über Land fort. Diese Pilgerfahrt wurde seitdem zur königlichen Tradition, denn auch spätere Könige reisten auf diese Weise zum Wat Phra Phutthabat, um dem Fußabdruck ihre Ehrerbietung zu erweisen.

## Verwaltung

### Provinzverwaltung
Der Landkreis Tha Ruea ist in zehn Tambon („Unterbezirke“ oder „Gemeinden“) eingeteilt, die sich weiter in 84 Muban („Dörfer“) unterteilen.
| Nr.  | Name           | Thai     | Muban | Einw. |
| ---- | -------------- | -------- | ----- | ----- |
| 01.  | Tha Ruea       | ท่าเรือ    | 0-    | 7.125 |
| 02.  | Champa         | จำปา     | 09    | 8.931 |
| 03.  | Tha Luang      | ท่าหลวง   | 10    | 6.070 |
| 04.  | Ban Rom        | บ้านร่อม   | 09    | 3.041 |
| 05.  | Sala Loi       | ศาลาลอย  | 15    | 4.736 |
| 06.  | Wang Daeng     | วังแดง    | 08    | 3.200 |
| 07.  | Pho En         | โพธิ์เอน   | 06    | 3.133 |
| 08.  | Pak Tha        | ปากท่า    | 08    | 2.926 |
| 09.  | Nong Khanak    | หนองขนาก | 10    | 4.480 |
| 010. | Tha Chao Sanuk | ท่าเจ้าสนุก | 09    | 3.955 |

### Lokalverwaltung
Es gibt zwei Kommunen mit „Kleinstadt“-Status (Thesaban Tambon) im Landkreis:
- Tha Ruea (Thai: เทศบาลตำบลท่าเรือ) bestehend aus dem kompletten Tambon Tha Ruea.
- Tha Luang (Thai: เทศบาลตำบลท่าหลวง) bestehend aus den Teilen der Tambon Champa, Tha Luang.

Außerdem gibt es neun „Tambon-Verwaltungsorganisationen“ (องค์การบริหารส่วนตำบล – Tambon Administrative Organizations, TAO)
- Champa (Thai: องค์การบริหารส่วนตำบลจำปา) bestehend aus Teilen des Tambon Champa.
- Tha Luang (Thai: องค์การบริหารส่วนตำบลท่าหลวง) bestehend aus Teilen des Tambon Tha Luang.
- Ban Rom (Thai: องค์การบริหารส่วนตำบลบ้านร่อม) bestehend aus dem kompletten Tambon Ban Rom.
- Sala Loi (Thai: องค์การบริหารส่วนตำบลศาลาลอย) bestehend aus dem kompletten Tambon Sala Loi.
- Wang Daeng (Thai: องค์การบริหารส่วนตำบลวังแดง) bestehend aus dem kompletten Tambon Wang Daeng.
- Pho En (Thai: องค์การบริหารส่วนตำบลโพธิ์เอน) bestehend aus dem kompletten Tambon Pho En.
- Pak Tha (Thai: องค์การบริหารส่วนตำบลปากท่า) bestehend aus dem kompletten Tambon Pak Tha.
- Nong Khanak (Thai: องค์การบริหารส่วนตำบลหนองขนาก) bestehend aus dem kompletten Tambon Nong Khanak.
- Tha Chao Sanuk (Thai: องค์การบริหารส่วนตำบลท่าเจ้าสนุก) bestehend aus dem kompletten Tambon Tha Chao Sanuk.